# Rozruchy religijne w Poznaniu (1546)
Rozruchy religijne w Poznaniu – rozruchy na tle religijnym, które miały miejsce w Poznaniu w lecie 1546. 
Rozruchy trwały przez kilka miesięcy latem 1546, a ich genezą były wystąpienia kaznodziei Alberta, który działał przy kościele św. Marii Magdaleny. Był wyznawcą doktryn reformacyjnych i otwarcie występował przeciwko nauce głoszonej przez Kościół katolicki. Kazania Alberta znalazły w mieście wielu zwolenników, którzy początkowo ostro dyskutowali z przeciwnikami kaznodziei, co  z czasem przekształciło się w trwające całe lato rozruchy. Nieznana jest liczba ewentualnych ofiar tych wydarzeń.